# Te Zaanenkwartier
Het Te Zaanenkwartier is een wijk van de stad Haarlem, in stadsdeel Haarlem-Noord. De wijk is opgedeeld in zeven buurten en telt zo'n 8.980 inwoners. In de wijk zijn twee parken te vinden het Schoterbos in Sinnevelt en het Zaanenpark, met Huis te Zaanen in de Sterrenbuurt.

## Buurten in het Te Zaanenkwartier
- Noorderhout
- Schotervlieland
- De Krim
- Sinnevelt
- Planetenbuurt
- Burgemeesterskwartier
- Sterrenbuurt